# Reformierte Kirche Safenwil

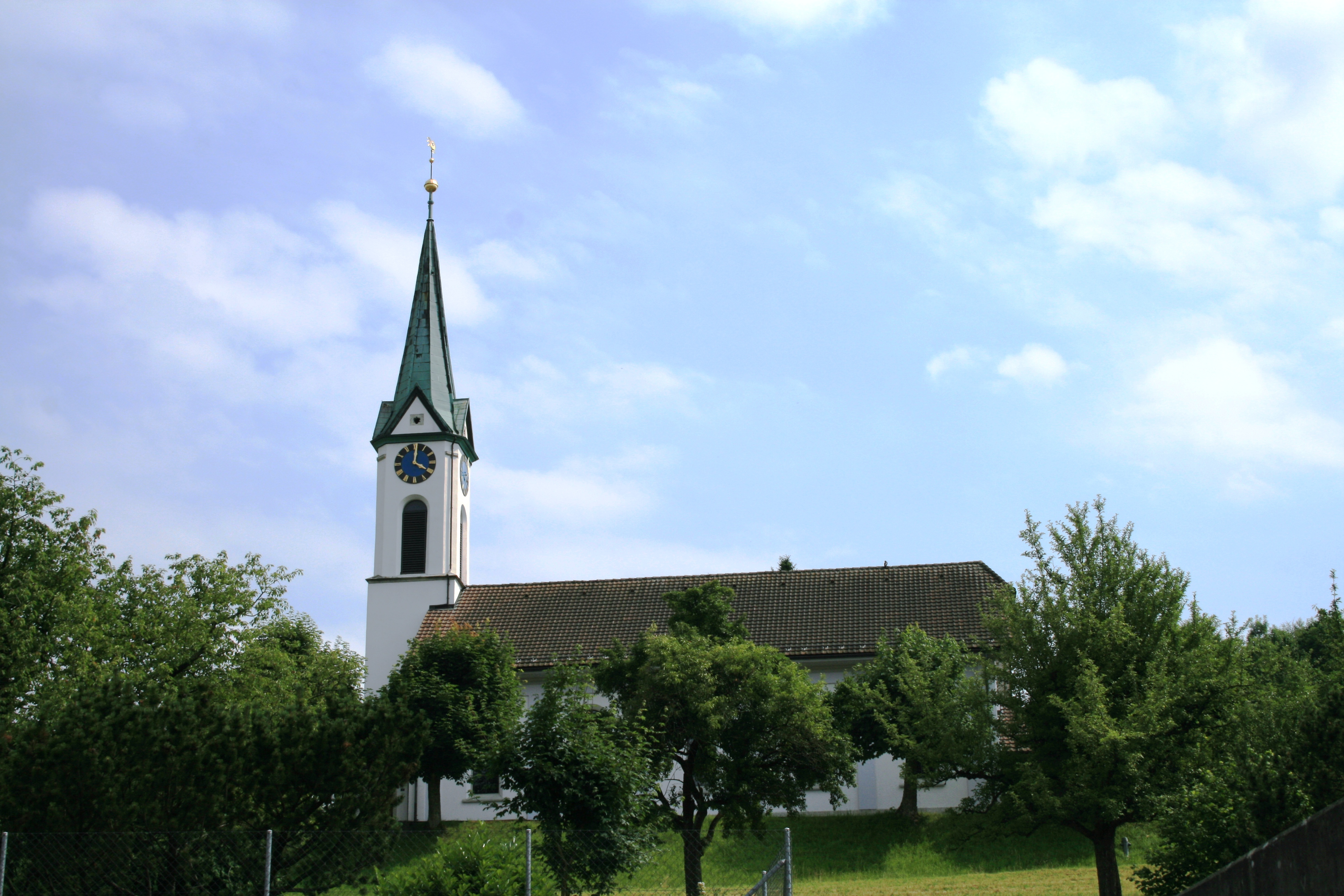
Kirche von Safenwil

Die reformierte Kirche Safenwil ist die Dorfkirche der aargauischen Gemeinde Safenwil in der Schweiz.

## Geschichte
Ursprünglich besuchten die Safenwiler die Kirche in Kölliken. In der zweiten Hälfte des 19. Jahrhunderts gelang es der Gemeinde schliesslich, eine eigene Kirche zu bekommen. Der Grundstein wurde im Juni 1866 gelegt, fertig war der Bau im Mai 1867, so dass sie am 30. Mai 1867 eingeweiht werden konnte. Der Bau war preisgünstig, was aber mit mangelnder Qualität einher ging. Ständig mussten Reparaturen und Nachbesserungen vorgenommen werden. Die Mängel konnten bei der grossen Kirchenrenovation 1965/66 weitgehend beseitigt werden, so dass in den folgenden Jahren nur kleinere Arbeiten oder Verbesserungen nötig waren. 1998 fand dann wieder eine Gesamtsanierung statt. Die vorläufig letzte Renovation gab es im Jahr 2014. 

## Beschreibung
Die Kirche mit rechteckigem Grundriss ist mit einem durchgehenden Satteldach bedeckt. Im Osten ist der Kirchturm mit quadratischem Umriss mittig angebaut. Er hat einen Spitzhelm, gekrönt von Turmkugel und Wetterhahn. Zu beiden Seiten wird der Turm flankiert von niedrigen Anbauten für Sakristei und Lagerraum. Auf der gegenüber liegenden Seite des Kirchengebäudes befindet sich der Haupteingang, der durch ein breites Vordach mit Stützen geschützt ist.
Das Innere ist schlicht gehalten. Der Kirchensaal ist weiß verputzt, der Chorraum hebt sich lediglich durch eine Erhöhung um drei Stufen vom Kirchenschiff ab. Hier befindet sich der massive steinerne Abendmahlstisch. An der Stirnwand dahinter ist ein schlichtes, aber großes hölzernes Kreuz angebracht. Der gesamte Innenraum ist mit einer flachen, gegliederten Holzdecke, in die auch Beleuchtungskörper eingebaut sind, nach oben abgeschlossen.
Die rundbogigen Kirchenfenster, jeweils vier in den Längsseiten des Kirchensaals, wurden vom Brittnauer Künstler Fritz Strebel gestaltet und im Rahmen der Kirchenrenovation 1965/66 eingesetzt. Die Fenster der Südseite thematisieren das Wirken Gottes an seinen Erwählten, auf der Nordseite zeigen die Fenster die Antwort der Gemeinde auf Gottes Wort. 
Bereits 1884 erhielt die Kirche ihre erste Orgel von Carl Theodor Kuhn, Männedorf mit 11 Registern auf zwei Manualen und Pedal. Dieses Instrument wurde im Jahre 1953 durch eine neue Metzler-Orgel mit 1240 Pfeifen in 18 Registern, ebenfalls auf zwei Manualen und Pedal ersetzt. Für dieses Instrument wurde eigens im hinteren Teil der Kirche eine Empore gebaut, in deren Brüstung das Rückpositiv der Orgel eingefügt ist. 1992 wurde eine Revision der Orgel vorgenommen.
Im Baujahr der Kirche, 1866, wurden in Aarau von der Glockengiesserei H. Rüetschi drei Kirchenglocken für das Geläut der Safenwiler Reformierten Gemeinde gegossen. Sie tragen folgende Inschriften:
- Glocke 1, die Weihnachtsglocke mit dem Schlagton g′: «Ehre sei Gott in der Höhe. Friede auf Erden, den Menschen ein Wohlgefallen» (Lk 2,14).
- Glocke 2, die Evangeliumsglocke mit dem Schlagton h′: «Kommet her zu mir alle, die ihr mühselig und beladen seid, ich will euch erquicken» (Mt 11,28).
- Glocke 3, die Abend- oder Sterbeglocke mit dem Schlagton d″: «Herr, bleibe bei uns, denn es will Abend werden, und der Tag hat sich geneiget» (Lk 24,29).

In den Jahren 1911 bis 1922 war der Theologe Karl Barth Pfarrer in Safenwil und predigte regelmässig in der Kirche. Hier schrieb er auch seinen Römerbriefkommentar, der großen Einfluss auf die protestantische Theologie hatte. Eine Karl-Barth-Stube im Kirchgemeindehaus neben der Kirche erinnert an dein berühmten einstigen Pfarrer.